# Röhrigschacht

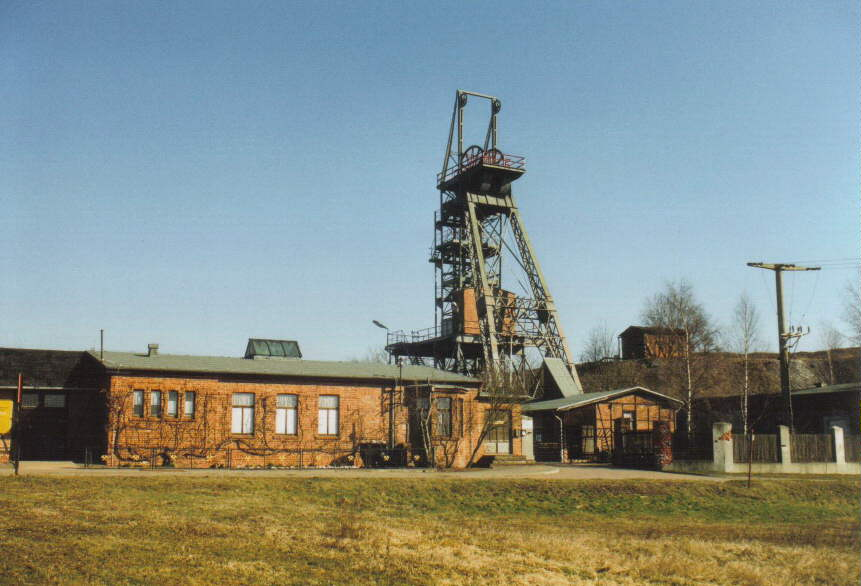
Ehemaliges Kupferschiefer-Bergwerk Röhrigschacht mit Fördergerüst

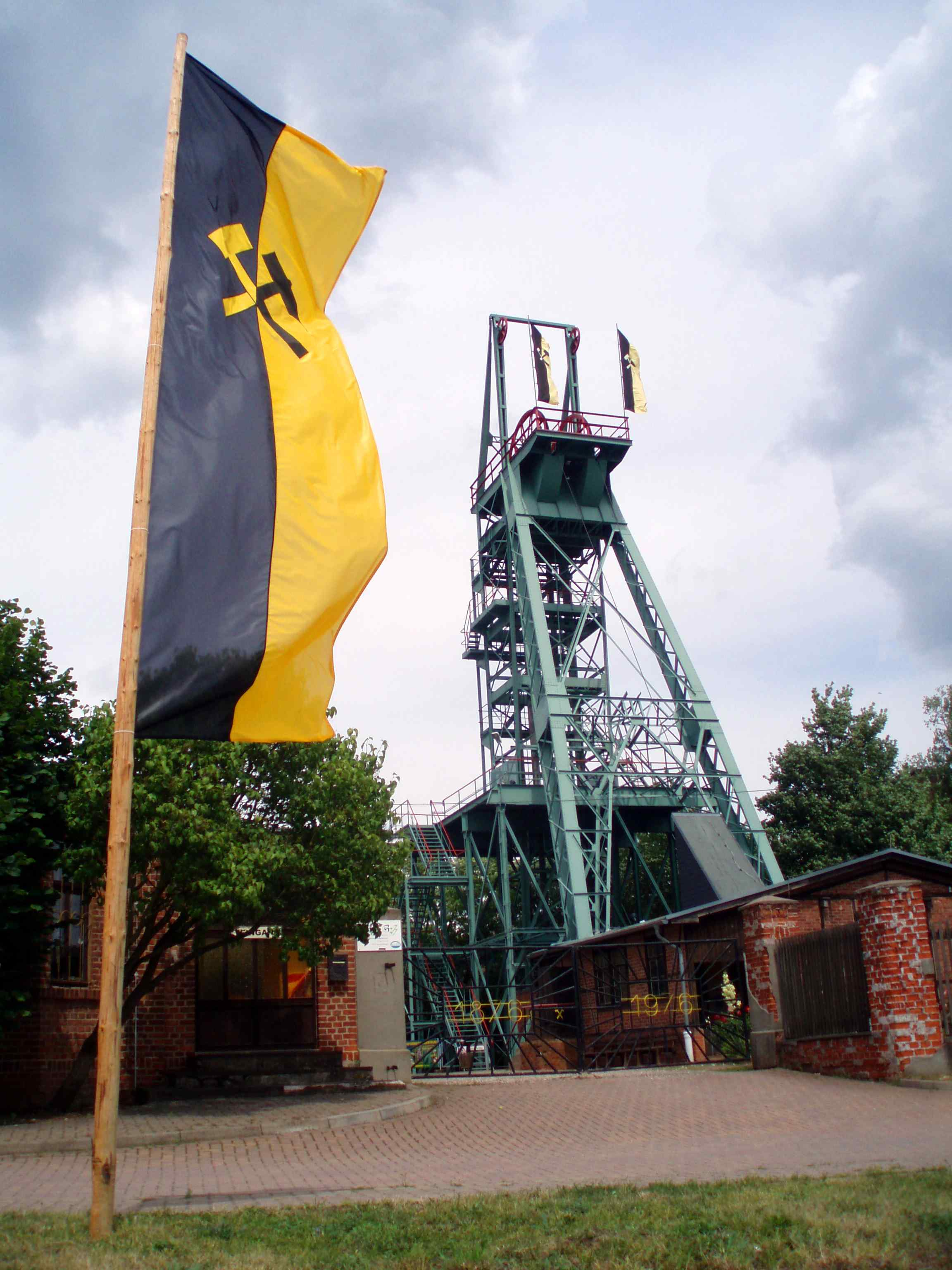
Röhrigschacht-Fördergerüst

Der Röhrigschacht ist ein ehemaliges Kupferschiefer-Bergwerk sowie heutiges Bergbaumuseum und Schaubergwerk in Wettelrode in der Montanregion Harz im Landkreis Mansfeld-Südharz in Sachsen-Anhalt.

## Geographische Lage
Der Röhrigschacht liegt im Übergangsbereich vom Unterharz zum südöstlichen Harzvorland im Naturpark Harz und im Biosphärenreservat Karstlandschaft Südharz. Er befindet sich am Nordwestrand von Wettelrode, einem nördlichen Ortsteil von Sangerhausen, südlich des Steinbergs (348,8 m ü. NHN). Das ehemalige Werksgelände liegt auf etwa 305 m Höhe.

## Geschichte
Im Mansfelder Land, Südostharz und südöstlichen Harzvorland wurde Kupferschieferbergbau von 1200 bis 1990 betrieben, zum Beispiel auch im Sangerhäuser Revier und damit im Röhrigschacht. Der Schacht gehört zur historischen Bergbaulandschaft des südöstlichen Harzvorlandes. Sein von 1888 stammendes Fördergerüst ist eines der ältesten in Europa.

## Museum
Im 1987 eröffneten Bergbaumuseum (über Tage) kann man sich über Entstehung von Lagerstätten, Geologie und Mineralogie sowie die 800-jährige Geschichte des Bergbaus informieren. Es sind historische und neuere Gezähe, wie Bohr-, Druckluft- und Ladegeräte, Transportmittel, Abbaumechanisierung, sowie Geräte und Maschinen der Wetterführung und Wasserhaltung ausgestellt und erläutert.
Im 1991 eröffneten Schaubergwerk (unter Tage) können Besucher im Rahmen von Führungen mit der Schachtförderanlage bis zur Teufe von 283 m hinab und dann weiter mit der Grubenbahn zu einem 1.000 m entfernten Kupferschieferflöz in einem Abbaufeld des 19. Jahrhunderts fahren. Dort wird anhand von Schauobjekten der einstige Abbau von den Anfängen bis zur Neuzeit vorgeführt und erläutert. Während dieser Führungen wird auch der Hauptgrubenlüfter besichtigt und erklärt.

## Wandern
Der Röhrigschacht war früher als Nr. 222 in das System der Stempelstellen der Harzer Wandernadel einbezogen. Die heutige Stempelstelle Nr. 222 liegt etwa 420 m nordwestlich am Bergbaulehrpfad Wettelrode, der am Parkplatz vor dem Röhrigschacht beginnt und sich abschnittsweise die Strecke mit dem Karstwanderweg teilt. Letzterer führt etwa 300 m nördlich am einstigen Bergwerk vorbei.